# Fédération Congolaise de Football
Die Fédération Congolaise de Football ist der im Jahr 1962 gegründete nationale Fußballverband der Republik Kongo. Der Verband organisiert die Spiele der Fußballnationalmannschaft und ist seit 1966 Mitglied im Kontinentalverband CAF sowie seit 1964 Mitglied im Weltverband FIFA. Zudem richtet der Verband die höchste nationale Spielklasse Ligue 1 aus.

## Erfolge
- Fußball-Weltmeisterschaft

Teilnahmen: Keine
- Fußball-Afrikameisterschaft

Teilnahmen: 1968, 1972 (Gewinner), 1974, 1978, 1992, 2000, 2015